# Elliott Heads
Elliott Heads – miasto w Australii, w stanie Queensland, nad Oceanem Spokojnym.